# Atopodentatus
Atopodentatus var ett släkte av kräldjur som levde i havet för ungefär 242 miljoner år sedan.
Fossil av Atopodentatus unicus hittades i Kina och arten blev 2014 vetenskaplig beskriven. Djuret hade ett huvud som påminde om en hammarhajs, och i munnen fanns två olika sorters tänder. Den ena varianten användes för att plocka växtdelar och den andra sorten för att filtrera små partiklar. Sättet att äta liknade dagens bardvalar. I den grova kroppsformen liknade den 3 meter långa arten krokodiler.